# ATP Tour World Championships 1992
L'ATP Tour World Championships 1992 è stato un torneo di tennis giocato sul sintetico indoor. 
È stata la 23ª edizione del torneo di singolare di fine anno, la 19ª del torneo di doppio di fine anno ed era parte dell'ATP Tour 1992. 
Il torneo di singolare si è giocato al Festhalle Frankfurt di Francoforte in Germania, dal 16 al 20 novembre 1992.
Il torneo di doppio si è disputato ad Johannesburg in Sudafrica, dal 16 al 22 novembre 1992.

## Campioni

### Singolare
Boris Becker ha battuto in finale  Jim Courier con il punteggio di 6–4, 6–3, 7–5

### Doppio
Mark Woodforde /  Todd Woodbridge hanno battuto in finale  John Fitzgerald /  Anders Järryd con il punteggio di 6–2, 7–6, 5–7, 3–6, 6–3